# 李時達 (嘉靖進士)
李時達（1510年—1569年），字中夫，又字伯可，四川省保寧府南部縣人，民籍，治《春秋》，明朝政治人物、進士出身。

## 生平
四川鄉試第十三名，后參加嘉靖十四年（1535年），登乙未科會試第二百九十六名，第二甲第四十九名進士。二十五年官江西布政司左參議。

## 家族
曾祖父李[王聚]，曾任縣丞；祖父李廷相；父親李世祿。母楊氏；繼母羅氏。重庆下。